# BioNTech
BioNTech SE (en alemán: Biontech, pronunciado /biː'ɒntɛk/, formado del inglés Biopharmaceutical New Technologies) es una empresa de biotecnología alemana dedicada al desarrollo y fabricación de inmunoterapias activas para un enfoque específico del paciente en el tratamiento de enfermedades graves.
Desarrolla medicamento basados en ARN mensajero (ARNm) para su uso como inmunoterapias individualizadas contra el cáncer, como vacunas contra enfermedades infecciosas y como terapias de reemplazo de proteínas para enfermedades raras, y también terapia celular diseñada, nuevos anticuerpos e inmunomoduladores de moléculas pequeñas como opciones de tratamiento para el cáncer. La compañía desarrolló una terapia humana basada en ARNm para administración intravenosa para llevar la inmunoterapia individualizada del cáncer basada en ARNm a ensayos clínicos y para establecer su propio proceso de fabricación.
En 2020, la compañía comenzó ensayos clínicos de una vacuna para prevenir la enfermedad COVID-19. La vacuna fue aprobada en diciembre por el Reino Unido y poco después por Estados Unidos y la Unión Europea. Se estima que esta vacuna le ha reportado a BioNTech más de diez mil millones de euros de beneficio en 2021 y a Maguncia, la ciudad donde tiene su sede, unos ingresos fiscales extraordinarios de hasta mil millones de euros.

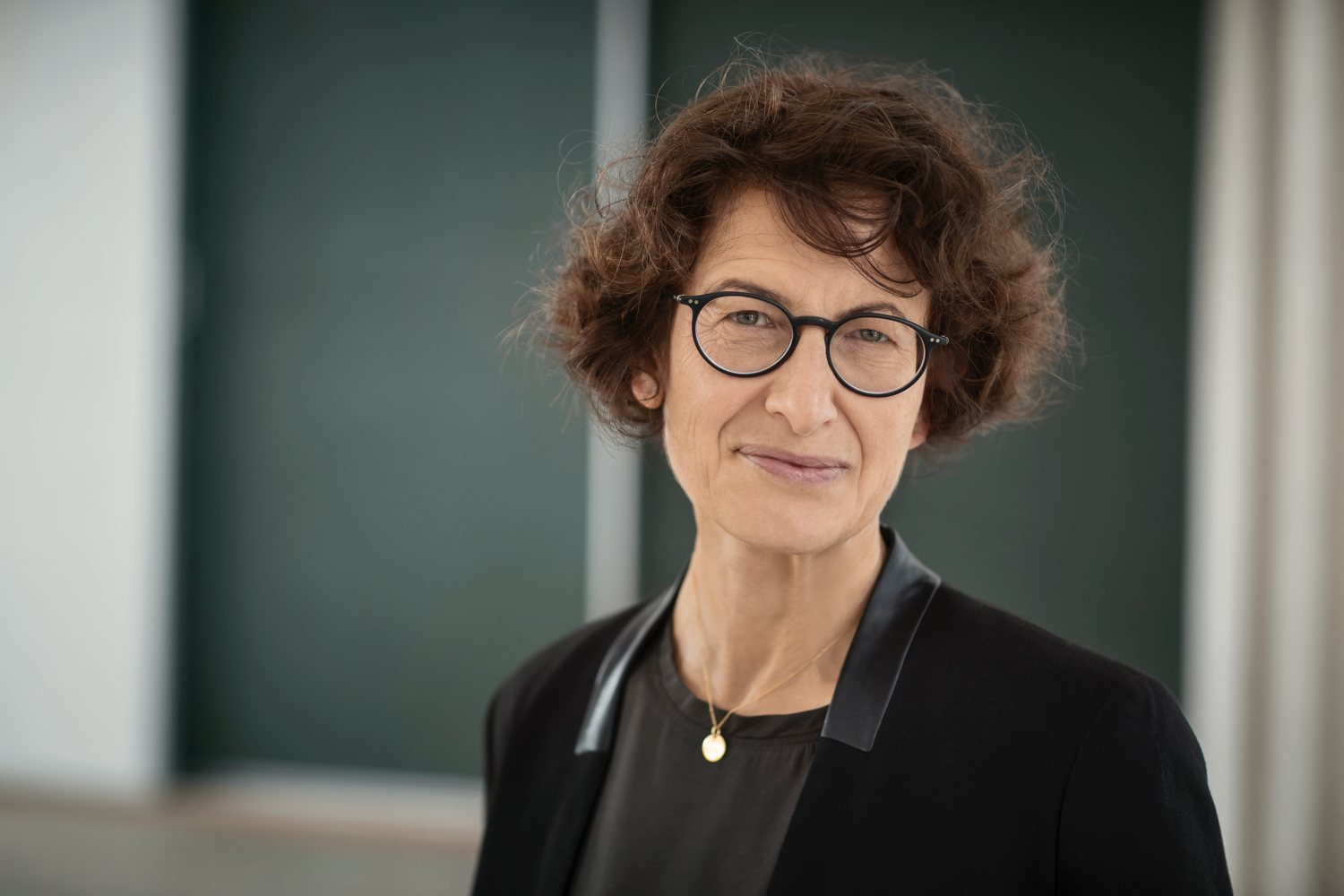
Özlem Türeci.

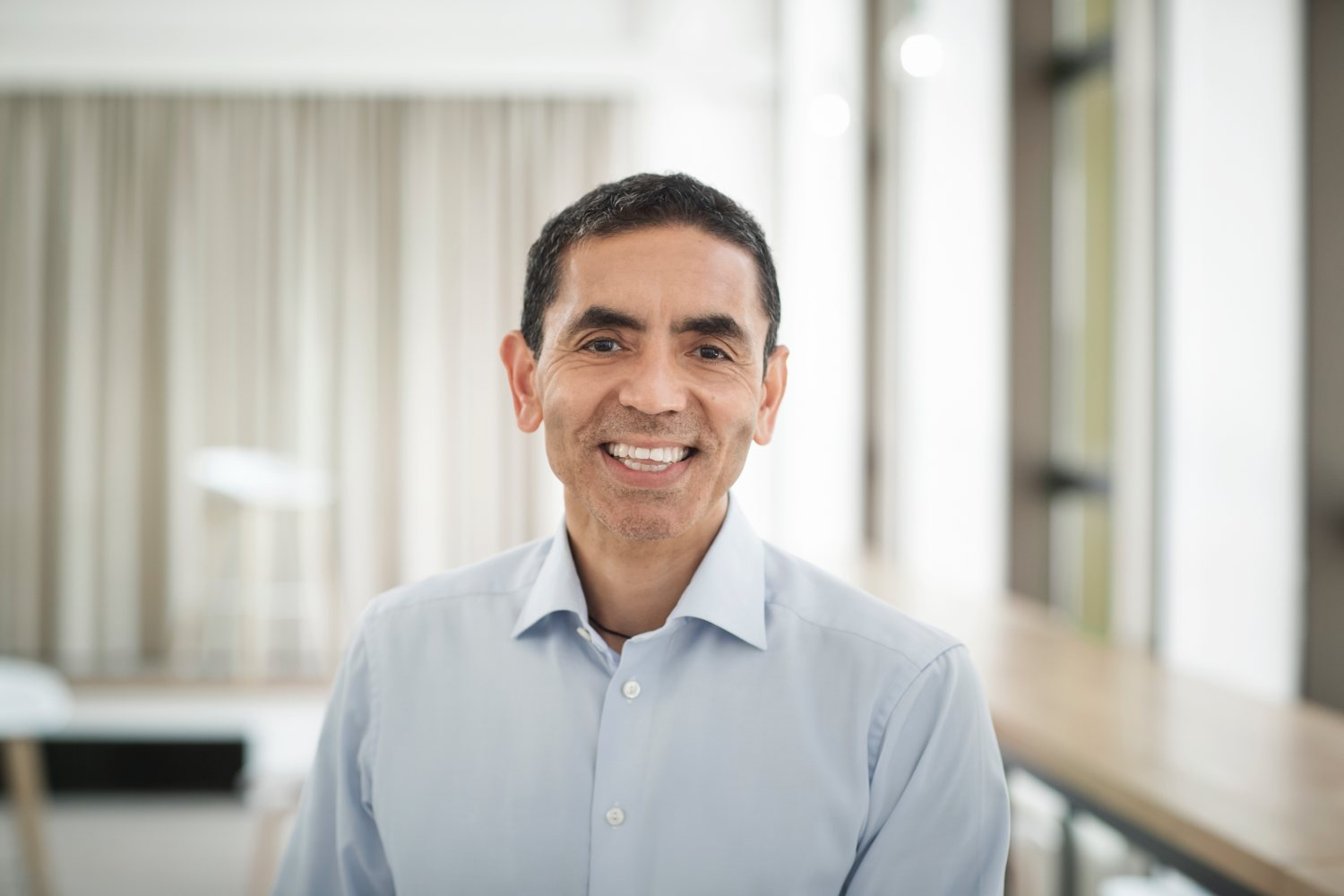
Uğur Şahin.

## Uğur Şahin y Özlem Türeci
Uğur Şahin (1965, Alejandreta) y Özlem Türeci (1964, Lastrup) son una pareja alemana hijos de inmigrantes turcos en Alemania. Şahin es hijo de un turco que trabajaba en una fábrica de Ford en Colonia. En 2020 se encuentra entre los 100 alemanes más ricos, junto a su esposa y colega Türeci, hija de un médico turco.
Sahin y Türeci son hijos de trabajadores de la primera generación de inmigrantes turcos invitados por Alemania, en un programa conocido como Gastarbeiter.
Sahin se graduó en 1990 y trabajó en hospitales universitarios en Colonia y en la  Hospital universitario del Sarre (Universitätsklinikum des Saarlandes en alemán) en la ciudad de Homburgo donde conoció a Türeci durante el comienzo de su carrera académica. En 2001 crearon Ganymed Pharmaceuticals (GP) para desarrollar anticuerpos contra el cáncer pero Sahin nunca abandonó la investigación académica y la enseñanza.
GP terminó siendo vendido a la empresa japonesa Astellas en 2016 por casi US$1,4 mil millones. Para entonces, el equipo de GP ya estaba ocupado construyendo BioNTech, fundada en 2008, en busca de una gama mucho más amplia de herramientas de inmunoterapia contra el cáncer.

## Vacuna de BioNTech y Pfizer contra el COVID-19
La vacuna de Pfizer-BioNTech contra la COVID-19, cuyo nombre comercial es Comirnaty (DCI: Tozinamerán, de nombre en clave inicial BNT162b2), es una vacuna contra la COVID-19 basada en ARN mensajero. La empresa alemana de biotecnología BioNTech es la desarrolladora original de la tecnología de vacunas, mientras que la empresa farmacéutica estadounidense Pfizer es una de las socias de fabricación de BNT162b2.
Los ensayos clínicos de la vacuna comenzaron en abril de 2020. Seis meses más tarde, el 9 de noviembre de 2020, el análisis provisional de un ensayo de 43 538 participantes en la investigación, de los cuales 94 habían sido diagnosticados con la COVID-19, mostró que la vacuna poseía una eficacia superior al 91,3 % siete días después de la administración de la segunda dosis.
La vacuna se administra a través de inyección intramuscular. Está compuesta de ARN mensajero que codifica una forma mutada de la espícula del SARS-CoV-2. Esta se realiza en dos dosis, administradas con 21 días de diferencia recomendados. Este periodo se puede extender hasta 42 días después de la primera dosis. Los efectos secundarios más comunes incluyen dolores musculares y fiebre. En uno de cada 5 000 pacientes se han producido efectos secundarios de carácter severo, como reacciones alérgicas. Se trata de una de las vacunas más famosas existentes contra la COVID-19 que utilizan ARN mensajero, junto con la vacuna de Moderna. La vacuna ha de ser almacenada a muy baja temperatura, lo cual dificulta la logística de su distribución.
Se trata de la primera vacuna contra la COVID-19 en recibir autorización para su uso de emergencia en un país occidental. En diciembre de 2020, el Reino Unido se convirtió en el primer país en autorizar su uso, seguido de los Estados Unidos, la Unión Europea, y varios otros países a nivel mundial.
La compañía tenía como objetivo producir inicialmente 2000 millones de dosis en 2021. A finales de marzo de ese mismo año, se aumentó hasta 2500 millones.
Para octubre de 2021, Pfizer y BioNTech copaban 80% del mercado de vacunas COVID-19 en la Unión Europea y 74% en Estados Unidos.Esta vacuna se convirtió en el fármaco más vendido de la historia, ingresando 34.445 millones en 2021 y 35.405 millones el año siguiente.
En agosto de 2022, Moderna atacó a Pfizer y BioNTech por haber infringido algunas de sus patentes sobre ARN mensajero pero los demandados consiguieron revocar una de dichas patentes de Moderna.Pfizer y BioNTech también han sido atacadas por otras empresas farmacéuticas: Alnylam Pharmaceuticals, CureVac, Arbutus Biopharma, Genevant Sciences, Promosome y GSK.

### Respuesta en la Unión Europea
En 2020, el Gobierno alemán celebró el avance de la vacuna de las compañías BioNTech y Pfizer, porque la primera se benefició de 375 millones de euros de un programa alemán para la investigación contra el COVID-19. El Gobierno había puesto en marcha a principios de año un fondo especial para la investigación y la producción de vacunas con 750 millones de euros a los que podían optar empresas del sector radicadas en Alemania. BioNTech recibió entonces 375 millones, mientras que su competidora CureVac obtuvo 252 millones.
También en 2020, la Comisión Europea cerró un contrato con ambas farmacéuticas para hacerse con 300 millones de dosis, de las que Alemania recibirá un porcentaje.

## Impacto económico
En 2020, el valor de mercado de la compañía en Nasdaq pasó de US$4600 millones a los US$21 000 millones gracias al desarrollo por la empresa de su vacuna contra la COVID-19.
Se estima que esta vacuna le ha reportado a BioNTech más de diez mil millones de euros de beneficio en 2021 y a Maguncia, la ciudad donde tiene su sede, unos ingresos fiscales extraordinarios de hasta mil millones de euros.